# Mount Massell
Mount Massell är ett berg i Antarktis. Det ligger i Östantarktis. Nya Zeeland gör anspråk på området. Toppen på Mount Massell är 1 997 meter över havet, eller 274 meter över den omgivande terrängen. Bredden vid basen är 2,9 km.
Terrängen runt Mount Massell är platt åt sydost, men åt nordväst är den kuperad. Trakten är obefolkad. Det finns inga samhällen i närheten.